# Turgut Özal
Turgut Özal (13. listopada 1927. – 17. travnja 1993.), predsjednik Republike Turske (1989. – 1993.) i predsjednik Vlade (1983. – 1989.). Godine 1983. osnovao je Domovinsku stranku (tur. Anavatan Partisi) te postao njezin predsjednik. 
Za vrijeme obnašanja dužnosti premijera, Turska je doživila snažan gospodarski uzlet. 
Umro je 1993. obnašajući dužnosti predsjednika, zbog srčanog udara. Njegova smrt pokrenula je sumnje o mogućem ubojstvu, zbog čega je njegovo tijelo ekshumirano 2012. godine. Uzrok smrti do danas nije razriješen.